# Ложнопаразиты
Ложнопаразиты (или случайные паразиты) — это организмы, которые в состоянии некоторое время жить внутри тела хозяина, паразитируя в нём, не будучи биологически к этому хозяину адаптированными. Примером могут служить волосатики у рыб и улиток, попадающие в их организмы и живущие там некоторое время, обычно же являющиеся паразитами членистоногих.
Иногда под ложнопаразитами понимают свободно живущие виды организмов, которые случайно попав в организм животного (или человека), живут в нём паразитируя, не будучи к этому биологически приспособленными. Такое определение, в частности, дает БСЭ. Но это не полное определение, ложнопаразитами могут быть как свободно живущие организмы, так и приспособленные к паразитизму виды.